# Староселье (деревня, Рыбинский район)
Это статья о деревне, рядом с ней стоит посёлок и аэропорт с такими же названиями.
Староселье  — деревня Назаровского сельского округа Назаровского сельского поселения Рыбинского района Ярославской области .
Деревня расположена в северо-западной части сельского поселения, к северу от города Рыбинск. Она стоит на правом берегу реки Инопаш. Выше по течению на том же правом берегу посёлок Староселье, а ниже по течению — садоводческие товарищества, за которыми река Инопаш пересекается федеральной автомобильной трассой Р104, вдоль которой вытянулась деревня Селишки-Окороково. На противоположном берегу реки — лётное поле аэродрома Староселье .
На 1 января 2007 года в деревне числилось 2 постоянных жителя . Деревню обслуживает городское почтовое отделение Рыбинск-6 .